# Bachl (Gemeinde Straßburg)
Bachl ist eine Ortschaft in der Gemeinde Straßburg im Bezirk St. Veit an der Glan in Kärnten. Die Ortschaft hat 8 Einwohner (Stand 1. Jänner 2024).

## Lage
Bachl liegt im Nordwesten der Gemeinde Straßburg, auf dem Gebiet der Katastralgemeinde Straßburg Land, sonnseitig am Mödringbergzug.
Zur Ortschaft gehören die Höfe, die im Bachlgraben (einem Nebengewässer des Langwiesenbachs) und oberhalb davon bis zum Passübergang Prekova – an der Wasserscheide vom Gurktal zum Metnitztal – liegen. Diese lassen sich in drei Gruppen unterteilen, die zeitweise als eigene Ortschaftsbestandteile geführt wurden:
- Bachl im engeren Sinn; das sind die Höfe Bachler (Haus Nr. 1; etwa 990 m ü. A.) samt der Zedleggerhube (Nr. 2) –  unterhalb davon befand sich früher Hoffmann (Nr. 3)
- Gaming (auch Gaminger oder Zehner in Gaming genannt; Nr. 4; 1016 m ü. A.),
- Prekowa, das ist der Hof Plieschnig (Nr. 5; etwa 1200 m ü. A.) und ein Haus direkt beim Passübergang (Prekova, Nr. 6; etwa 1170 m ü. A.); das Prekova-Gasthaus auf der anderen Straßenseite liegt hingegen bereits in der Gemeinde Metnitz.

## Geschichte
Seit Gründung der Ortsgemeinden Mitte des 19. Jahrhunderts gehört Bachl zur Gemeinde Straßburg.

## Bevölkerungsentwicklung
Für die Ortschaft ermittelte man folgende Einwohnerzahlen:
- 1869: 6 Häuser, 44 Einwohner[2]
- 1880: 6 Häuser, 36 Einwohner[3]
- 1890: 6 Häuser, 47 Einwohner[4]
- 1900: 6 Häuser, 26 Einwohner (Bachl 3 Häuser, 12 Einwohner; Gaming 1 Haus, 11 Einwohner; Prekowa 2 Häuser, 3 Einwohner)[5]
- 1910: 6 Häuser, 45 Einwohner (Bachl 4 Häuser, 31 Einwohner; Gaming 1 Haus, 14 Einwohner; Prekowa 1 Haus, 0 Einwohner)[6]
- 1923: 6 Häuser, 42 Einwohner (Bachl 4 Häuser, 30 Einwohner; Gaming 1 Haus, 12 Einwohner; Prekowa 1 Haus, 0 Einwohner)[7]
- 1934: 43 Einwohner[8]
- 1951: 5 Häuser, 35 Einwohner (Bachl 3 Häuser, 24 Einwohner; Gaming 1 Haus, 10 Einwohner; Prekowa 1 Haus, 1 Einwohner)[9]
- 1961: 6 Häuser, 24 Einwohner (Bachl 4 Häuser, 17 Einwohner; Gamming 1 Haus, 6 Einwohner; Prekowa 1 Haus, 1 Einwohner)[10]
- 2001: 4 Gebäude (davon 3 mit Hauptwohnsitz) mit 4 Wohnungen; 10 Einwohner und 0 Nebenwohnsitzfälle; 4 Haushalte; 0 Arbeitsstätten; 3 land- und forstwirtschaftliche Betriebe[11]
- 2011: 3 Gebäude, 9 Einwohner, 3 Haushalte, 0 Arbeitsstätten[12]
- 2021: 3 Gebäude, 10 Einwohner, 3 Haushalte, 2 Arbeitsstätten[13]